# Пљунем ти на гроб 2: Дивљачка освета
Пљунем ти на гроб 2: Дивљачка освета (енгл. Savage Vengeance), познат и под насловом Играћу ти на гробу (енгл. I Will Dance on Your Grave), амерички је хорор филм из 1993. године, редитеља и сценаристе Доналда Фармера, са Камиј Китон у главној улози. Представља наставак филма Пљунем ти на гроб (1978), а Китон се враћа у своју препознатљиву улогу Џенифер Хилс. Радња је смештена 5 година након догађаја из претходног дела, али се због проблема око ауторских права Дивљачка освета често не сматра званичним делом серијала Пљунем ти на гроб.
Сниман у Тенесију са буџетом мањим од 6.000 $, филм је дистрибуиран директно на видео 27. октобра 1993. И данас се сматра једним од најгорих наставака хорор филмова свих времена, као и једним од најгорих хорор филмова генерално. Критичарка са сајта MS Films, Пени Флорс, назвала је Дивљачку освету „чистим смећем” и „једним од најгорих филмова које је икада видела”. Осим тога, из оригиналног наслова филма је грешком изостављено једно слово е, па се тако уместо Savage Vengeance добило Savage Vengance. Многи гледаоци ово наводе као довољан опис тога колико је филм лош. На сајтовима Rotten Tomatoes и AllMovie оцењен је са 0%.
Редитељ оригинала, Мир Зарчи, је 2019. снимио нови наставак под насловом Пљунем ти на гроб 3: Дежа ви, а Китон и у њему тумачи улогу Џенифер. Осим тога, Дивљачка освета је добила и свој истоимени римејк из 2020. године.

## Радња
Пет година након догађаја из претходног филма, Џенифер Хилс је постала студент права. Један од професора на предавању, пред Џенифериним колегама, открива да је њен случај веома специфичан у судској пракси. Наиме, Џенифер је починила четири брутална убиства, али је суд одлучио да „није крива”, због свега што су јој њене жртве претходно урадиле, а притом се није радило о самоодбрани.
Љута због тога што је професор испричао њену тајну пред свима, Џенифер одлази на путовање са својом другарицом Сем. Међутим, на путовању се суочава са новом групом силоватеља, али овога пута зна како да изађе на крај са њима.

## Улоге
| Глумац        | Улога                    |
| ------------- | ------------------------ |
| Камиј Китон   | Џенифер Хилс             |
| Доналд Фармен | Томи                     |
| Линда Лајер   | Сем                      |
| Фил Њуман     | Двејн Чесни              |
| Џек Клоут     | шериф                    |
| Робин Синклер | др Луна                  |
| Џејн Кларк    | службеница               |
| Бил Свини     | Мени                     |
| Џек Кент      | Булдог                   |
| Мелиса Мур    | певачица у бару          |
| Џејмс Кокран  | силоватељ (Џони Стилман) |